# S-300 (foguete)
S-300, é um foguete de sondagem de origem japonesa, desenvolvido no final da década de 60, seu objetido era efetuar
pesquisas meteorológicas na Antártica. Foi desenvolvido em paralelo com o S-210.

## Características
O S-300, era um foguete de apenas um estágio, movido a combustível sólido, com as seguintes características:
- Altura: 6 m
- Diâmetro: 30 cm
- Massa total: 600 kg
- Carga útil:
- Apogeu: 160 km
- Estreia: 4 de novembro de 1966
- Último: 8 de setembro de 1969
- Lançamentos: 4